# Disconnect (film)
Disconnect è un film del 2012 diretto da Henry Alex Rubin.
Il film è stato presentato fuori concorso durante la 69ª Mostra internazionale d'arte cinematografica di Venezia e tratta di diverse storie di persone che si intrecciano, legate dal filo conduttore di internet.

## Trama
Nina Dunham, una giornalista ambiziosa e emergente, intervista per videochat uno spogliarellista minorenne di nome Kyle. Il ragazzo lavora per un uomo di nome Harvey in una sorta di casa con altri spogliarellisti. Una volta che l’intervista raggiunge un certo livello, l’FBI chiede di far rivelare l’indirizzo della casa per mettere fine a quest'organizzazione. Da quando Nina ha pagato Kyle per avere un contatto iniziale con lui potrebbe aver infranto ciò che ha stabilito con la polizia. Nina vuole aiutare il ragazzo e riceve l’indirizzo, ma, Harvey viene trovato e il gruppo di spogliarellisti fugge dalla casa. Nina segue il gruppo di ragazzi che vede accamparsi in un motel e dice a Kyle di andarsene con lei ed il ragazzo accetta ma dopo vede la donna propone al ragazzo di andarsene a casa sua. Intanto, Harvey vede i due discutere e tutto d'un tratto schiaffeggia Nina che successivamente se ne va piangendo.
Due ragazzi, Jason e il suo amico Frye, impersonano una ragazza di nome "Jessica Rhony" su Facebook Messenger e convincono l'adolescente Ben, figlio di Rich, un avvocato della stazione televisiva in cui Nina lavora, a inviare una sua foto di nudo. I ragazzi la distribuiscono ai compagni di classe e l'immagine circola a quasi tutti nella classe. Ben è così imbarazzato da questo cyberbullismo che tenta il suicidio impiccandosi e finisce in coma. Rich cerca ostinatamente i social media di Ben, cercando risposte e inizia a chattare con "Jessica". Jason fa visita a Ben in ospedale, dove incontra Rich, che si fa falsamente chiamare Mike. Il padre di Jason scopre cosa hanno fatto Jason e Frye ed è furioso ma protegge suo figlio cancellando le prove sull'iPad di Frye. Più tardi, Rich scopre l'identità di "Jessica" e con rabbia va a casa di Jason, il che si traduce in un alterco fisico con suo padre. Jason tenta di intervenire e Rich lo colpisce con una mazza da hockey. La lotta termina quando il padre di Jason colpisce Rich, che cade a terra.
Una giovane coppia di sposi, Derek e Cindy, sono ancora devastati a causa di una tragedia avvenuta due anni prima: la morte del loro unico figlio di SIDS. Cindy non può smettere di piangere e Derek non può parlare della loro perdita o gestire i suoi sentimenti. Un giorno, la coppia scopre che la loro carta di credito è stata rubata online. Assumono il detective privato Mike, il padre di Jason, per trovare il ladro; dopo aver scoperto che Cindy ha chattato regolarmente su un sito Web di un gruppo di supporto, Mike determina chi è il ladro di identità. Cindy e Derek inseguono il sospettato, Stephen Schumacher, seguendolo e persino irrompendo nella sua casa per trovare delle prove. Poco prima che Derek abbia intenzione di affrontarlo alla porta di casa, Mike chiama per dirgli che Schumacher non è il loro uomo e che anche Schumacher è stato vittima del ladro. Schumacher, che ha notato Cindy e Derek che lo perseguitano, li affronta nella loro auto con un fucile; tuttavia, Derek, un ex marine, lo disarma e lo costringe a tornare a casa sua.

## Produzione
Le riprese del film iniziarono il 7 novembre 2011 e si svolsero nello stato di New York tra le città di New York, Long Island e Yonkers.

## Distribuzione
Il film viene presentato l'11 settembre 2012 al Toronto International Film Festival ed alla 69ª edizione della Mostra internazionale d'arte cinematografica.
La pellicola è stata distribuita nelle sale cinematografiche statunitensi a partire dal 12 aprile 2013 ed in quelle italiane dal 9 gennaio 2014.